# Tennantita-(In)
La tennantita-(In) és un mineral de la classe dels sulfurs que pertany al grup de la tetraedrita. Rep el nom per ser el membre ric en indi (In) del subgrup de la tennantita.

## Característiques
La tennantita-(In) és un sulfur de fórmula química Cu₆(Cu₅In)As₄S₁₃. Va ser aprovada com a espècie vàlida per l'Associació Mineralògica Internacional en el mes de maig de 2023, i encara resta pendent de publicació. Cristal·litza en el sistema isomètric.
L'exemplar que va servir per a determinar l'espècie, el que es coneix com a material tipus, es troba conservat a les col·leccions del Museu d'Història Natural de la Universitat de Pisa (Itàlia), amb el número de catàleg: 20029.

## Formació i jaciments
Va ser descoberta a Pefka, a Alexandrúpoli una ciutat de la unitat perifèrica de l'Hebros, a la regió de Macedònia Oriental i Tràcia (Grècia). També ha estat descrita a la mina Agios Philippos Mine, una de les mines de Kirki, també al municipi d'Alexandrúpoli. Aquests dos indrets són els únics de tot el planeta on ha estat descrita aquesta espècie mineral.